# Marie Stritt
Marie Stritt, née Marie Bacon le 18 février 1855 à Sighișoara (Transylvanie alors en Autriche-Hongrie) et morte le 16 septembre 1923 à Dresde (Allemagne), est une actrice et féministe allemande.

## Biographie

### Jeunesse et carrière professionnelle
Aînée d'une fratrie de dix enfants (six d'entre eux sont morts en bas âge), Marie Stritt est la fille de Joseph Martin Bacon (1820-1885), avocat et membre de l'assemblée parlementaire hongroise. Un de ses frères, le médecin Joseph Bacon (1857-1941), est le fondateur d'un musée situé à Sighișoara, sa ville natale.
Sa mère, Thérèse Bacon, est très tôt engagée dans des organisations féministes, y introduit sa fille au début des années 1890.
En 1873, Marie Bacon quitte sa ville natale pour devenir actrice. Elle visite le conservatoire de Vienne et reçoit sa première offre de travail en 1876 à Karlsruhe, où elle reste jusqu'en 1881. Ensuite, elle travaille aux théâtres de Francfort, de Hambourg et de Dresde.
Elle épouse le chanteur d'opéra Albert Stritt (1847-1908), avec qui elle a eu deux enfants. En 1889, elle quitte la scène et s'installe à Dresde. Là, elle s'engage dans la lutte pour les droits des femmes.

### Militantisme féministe
Marie Stritt est considérée comme une précurseure en matière de droits des femmes en Allemagne. Elle est la cofondatrice, avec Minna Cauer et Anita Augspurg, de la Bund Deutscher Frauenvereine (BDF) en 1894,. Entre 1899 et 1910, elle en est la présidente,. L'association cherche à impulser une campagne nationale pour améliorer les positions économiques, juridiques et sociales des femmes. Après un an d'existence, l’association compte près de 50 000 membres dans 65 groupes affiliés.
En juin 1904, la photo de Marie Stritt orne la couverture du journal populaire Berliner Illustrierte Zeitung, en prélude du congrès international des femmes qui se tient à Berlin. 
De ses années de conservatoire, elle a gardé une capacité vocale importante, qui fait d'elle une très bonne oratrice.
En 1910, elle est remplacée à son poste de présidente par Gertrud Bäumer, représentante de la majorité conservatrice. La raison de ce remplacement est l'intransigeance de Marie Stritt à l'encontre de la criminalisation de l'avortement,.
Avec Helene Lange, elle fonde l'Association des femmes professeures d'Allemagne en 1890, qui deviendra l'une des plus importantes associations pour les femmes du pays, avec près de 16 000 membres à la fin du XIXe siècle. L'organisation travaille à régler les problèmes de parité entre hommes et femmes dans le professorat et à faire embaucher davantage de femmes.
En 1894, elle fonde la première association de protection juridique pour les femmes de Dresde et se bat contre certaines dispositions prises par le nouveau gouvernement impérial, qui rendent les femmes dépendantes financièrement, socialement et moralement de leurs époux,. Elle se mobilise particulièrement sur la mesure concernant les femmes divorcées, traîtées « comme des mineures, des malades mentales et des criminelles ».
Entre 1900 et 1920, elle est rédactrice en chef du journal de la BDF, dénommé Centralblatt jusqu'en 1913, puis Frauenfrage. 
Elle est également engagée dans le mouvement pour le droit de vote des femmes et, entre 1911 et 1919, elle est la cheffe de file de la Deutscher Verband für Frauenstimmrecht, et entre 1913 et 1920, elle est secrétaire de l'Alliance internationale pour le suffrage des femmes. 
Après l'introduction du suffrage universel en Allemagne en 1918, Marie Stritt est élue au conseil municipal de la ville de Dresde.

## Hommage
À Dresde, une rue qui porte son nom, où est érigé un mémorial en son honneur.

## Ouvrages
- Häusliche Knabenerziehung, Berlin, 1891
- Frauenlogik, Dresde, 1892
- Die Frau gehört ins Haus, Dresde, 1893
- Die Bestimmung des Mannes, Dresde 1894
- Weibl. Schwächen, Dresde 1894